# Diecezja Chengdu
Diecezja Chengdu (łac. Dioecesis Cemtuana; chiń. upr. 天主教成都教区; chiń. trad. 天主教成都教區) – rzymskokatolicka diecezja ze stolicą w Chengdu w prowincji Syczuan, w Chińskiej Republice Ludowej. Biskupstwo jest sufraganią archidiecezji Chongqing.

## Historia
15 października 1696, za pontyfikatu papieża Innocentego XII, erygowano wikariat apostolski Syczuanu. Dotychczas wierni z tych terenów należeli do wikariatu apostolskiego Fujianu (obecnie archidiecezja Fuzhou).
W 1715 do wikariatu apostolskiego Syczuanu włączono likwidowane wikariat apostolski Kuejczou (ponownie erygowany 27 marca 1846; obecnie archidiecezja Guiyang) oraz wikariat apostolski Junnan (ponownie erygowany 28 sierpnia 1840; obecnie archidiecezja Kunming).
W latach 1801–1815 wikariuszem apostolskim Syczuanu był św. Jan Dufresse MEP. W czasie prześladowań chrześcijan biskup Dufresse został stracony 14 września 1815. Jego obcięta głowa przez 3 dni wisiała nad bramą miasta.
27 marca 1846 odłączono także wikariat apostolski Lhasy (obecnie diecezja Kangding).
2 kwietnia 1856 odłączono wikariat apostolski Wschodniego Syczuanu (obecnie archidiecezja Chongqing). Tym samym omawiana jednostka zmieniła nazwę na wikariat apostolski Północno-zachodniego Syczuanu.
24 stycznia 1860 odłączono wikariat apostolski Południowego Syczuanu (obecnie diecezja Suifu).
3 grudnia 1924 wikariat apostolski Północno-zachodniego Syczuanu zmienił nazwę na wikariat apostolski Chengdu.
2 sierpnia 1929 odłączono wikariat apostolski Shunqing (obecnie diecezja Shunqing).
W wyniku reorganizacji chińskich struktur kościelnych dokonanej przez papieża Piusa XII 11 kwietnia 1946 wikariat apostolski Chengdu podniesiono do godności diecezji.
Z 1950 pochodzą ostatnie pełne, oficjalne kościelne statystyki. Diecezja Chengdu liczyła wtedy:
- 37 608 wiernych (0,3% społeczeństwa)
- 85 księży (wszyscy diecezjalni)
- 6 braci i 114 sióstr zakonnych
- 42 parafie.

Od zwycięstwa komunistów w chińskiej wojnie domowej w 1949 diecezja, podobnie jak cały prześladowany Kościół katolicki w Chinach, nie może normalnie działać. Na początku 1952 do więzienia wtrącony został Henri-Marie-Ernest-Désiré Pinault MEP - biskup Chengdu. 29 marca 1952 bp Pinault został zmuszony do opuszczenia komunistycznych Chin, do których nigdy nie dane było mu powrócić. Oficjalnie ze stanowiska biskupa Chengdu ustąpił po przekroczeniu wieku emerytalnego, w 1983.
W 1958 zależne od komunistycznego rządu Patriotyczne Stowarzyszenie Katolików Chińskich mianowało swojego antybiskupa Chengdu Johna Li Xitinga, który rządził diecezją do swej śmierci w 1989. W latach 1992–1998 na katedrze w Chengdu zasiadał kolejny antybiskup - Michael Liu Xianru. Obaj ci kapłani nigdy nie mieli mandatu papieskiego do sprawowania funkcji biskupich. Brak jest informacji o ewentualnych biskupach z wiernego papieżom Kościoła podziemnego.
10 maja 2011 wybrano ks. Simona Li Zhiganga, od 2000 administratora diecezji, na kolejnego biskupa Chengdu. Nie zdołał on jednak objąć katedry, gdyż zaledwie miesiąc po nominacji zmarł.

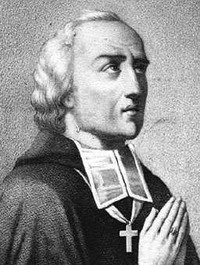
św. bp Jean Gabriel Taurin Dufresse MEP

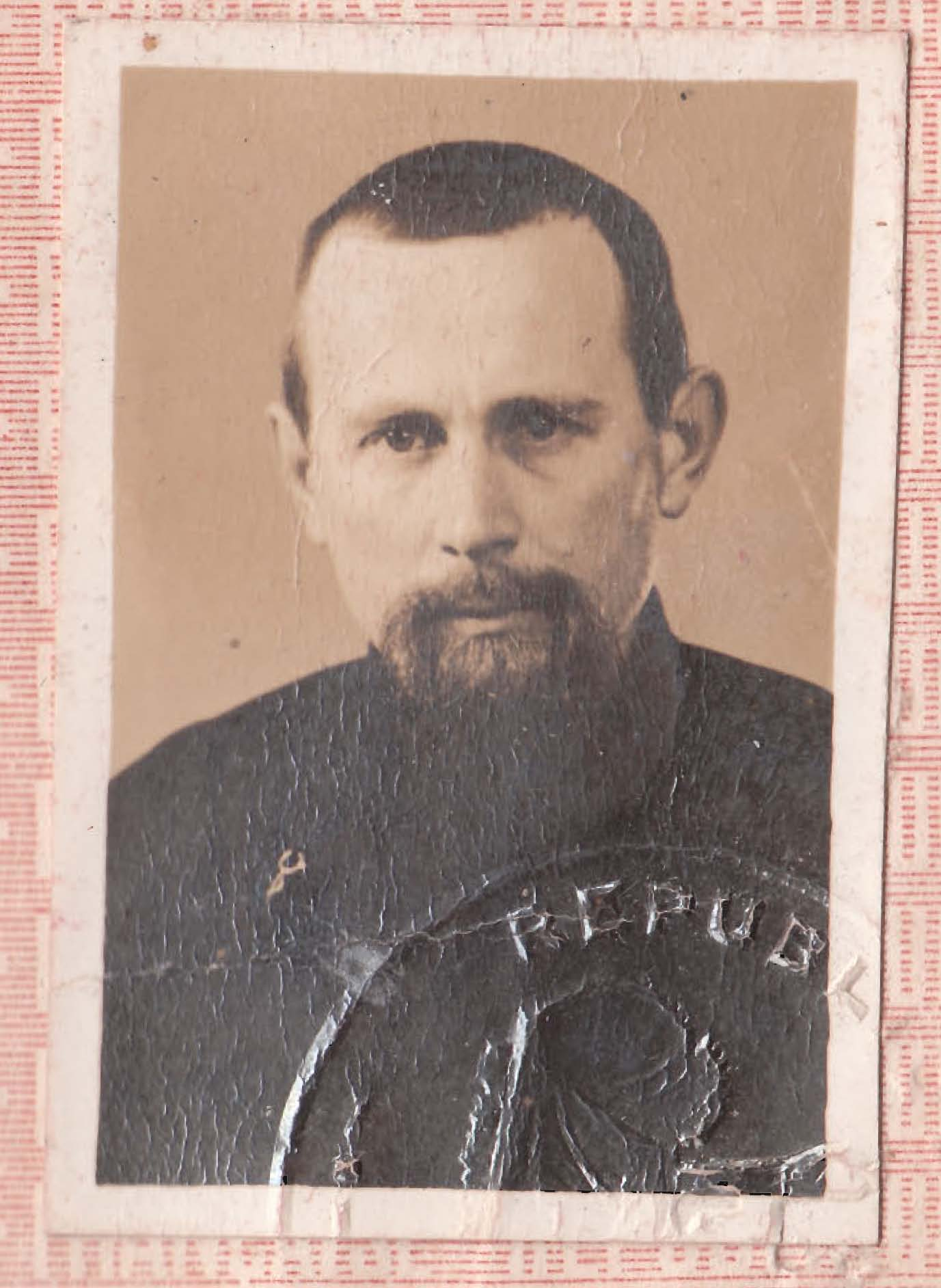
bp Henri-Marie-Ernest-Désiré Pinault MEP

## Ordynariusze

### Wikariusze apostolscy
- Arthus De Lionne MEP[3] (1696 – 1713)
- Johannes Müllener CM[4] (1715 – 1742)
- Louis Marie Maggi OP (1742 – 1743)
- Joachim-Enjobert de Martiliat MEP[5] (1743 – 1755)
- François Pottier MEP[5] (1767 – 1792)
- Jean-Didier de Saint Martin MEP[5] (1792 – 1801)
- św. Jean Gabriel Taurin Dufresse MEP[5] (1801 – 1815)
- Giacomo Luigi Fontana MEP[3] (1817 – 1838) następnie mianowany wikariuszem apostolskim Hubei i Hunan
- Jacques-Léonard Pérocheau MEP[5] (1838 – 1861)
- Marie-Julien Dunand MEP[5] (1893 – 1915)
- Jacques-Victor-Marius Rouchouse MEP[5] (1916 – 1946)

### Biskupi
- Jacques-Victor-Marius Rouchouse MEP (1946 – 1948)
- Henri-Marie-Ernest-Désiré Pinault MEP[5] (1949 – 1983 de facto do 1952)
- sede vacante (być może urząd sprawował biskup(i) Kościoła podziemnego) (1983 - nadal)
- Joseph Tang Yuange (od 2016)

### Antybiskupi
Ordynariusze mianowani przez Patriotyczne Stowarzyszenie Katolików Chińskich nieposiadający mandatu papieskiego:
- John Li Xiting (1958 - 1989)
- Michael Liu Xianru (1992 - 1998)